# Lachlania abnormis
Lachlania abnormis är en dagsländeart som beskrevs av Hagen 1868. Lachlania abnormis ingår i släktet Lachlania och familjen Oligoneuriidae. Inga underarter finns listade i Catalogue of Life.